# Dudley Littlewood
|  | No s'ha de confondre amb John Edensor Littlewood. |

Dudley Littlewood   (Londres, 7 de setembre de 1903 - Llandudno, 6 d'octubre de 1979) va ser un matemàtic anglès.

## Vida i Obra
En acabar el 1922 els estudis secundaris a una escola del barri de Tottenham, va obtenir l'ingrés al Trinity College (Cambridge) en el qual es va graduar en matemàtiques el 1925. Després d'un curs de recerca, va deixar Cambridge per dedicar-se a l'ensenyament secundari a diferents institucions. El 1928 va acceptar una plaça de professor a temps parcial al University College de Swansea (actualment part de la universitat de Gal·les), on va començar una fructífera relació amb el catedràtic de matemàtiques A.R. Richardson un dels pocs especialistes en àlgebra britànics. El 1948, després d'haver estat un curs Cambridge, va ser nomenat catedràtic de matemàtiques a la universitat de Bangor on va romandre fins a la seva jubilació el 1970 o 1973.
Els treballs de recerca més interessants de Littlewood els va fer quan estava a Swansea i versen sobre àlgebra. Concretament van ser una sèrie d'articles, escrits conjuntament amb Richardson, en els que desenvolupa l'anomenada regla de Littlewood-Richardson. És recordat, més específicament, pels seus treballs en caràcters dels grups i en representació matricial de grups, especialment els simètrics. Els seus estudis en àlgebres no commutatives van tenir importància en la física teòrica. Malgrat tot, va ser un matemàtic molt aïllat dels seus contemporanis, i bona part dels seus escrits no van ser publicats.